# Johann Michael Wansleben
Johann Michael Wansleben (franc. Vanslbled, ur. 1635, zm. 1679) – niemiecki orientalista, koptolog, podróżnik.

## Życiorys
Był synem duchownego luterańskiego. Studia odbył w Królewcu. Następnie był nauczycielem domowym, żołnierzem, sekretarzem Hioba Ludolfa. W 1665 przeszedł w Rzymie na katolicyzm. W 1666 wstąpił do dominikanów. Od 1678 wikariusz w Bouron.
Od 1662 podróżował do Egiptu, Syrii i Konstantynopola, gdzie zdobył rękopisy do paryskiej Biblioteki Królewskiej. Jest autorem wielu dzieł. Był jednym z najzdolniejszych przedstawicieli swojej dziedziny, stracił jednak zdrowie przez nieustabilizowany tryb życia.

## Wybrane publikacje
- Hiob Ludolf, Lexicon Aethiopico-Latinum, redakcja J. M. Wansleben, London 1661.
- Nouvelle Relation En forme de Journal, D´un Voyage Fait en Égypte, par le P. Vansleb, R.D., en 1672 & 1673, Paris, chez Estienne Michallet 1677.
- The Present State of Egypt: or A New Relation of a Late Voyage into That Kingdom Performed in the Years 1672 and 1673, London 1678.